# 真田幸村の謀略
『真田幸村の謀略』（さなだゆきむらのぼうりゃく）は、1979年9月1日に公開された日本映画。製作・配給：東映。大坂の陣および、真田十勇士による徳川家康暗殺計画を大きなスケールで描いた時代劇映画。
『柳生一族の陰謀』『赤穂城断絶』に続く「東映大型時代劇」第3弾として製作された。忍術戦や超自然現象の描写には特撮がふんだんに用いられている。

## 製作
製作の準備に3年余（企画2年、脚本1年余）を費やし、さらに製作に約2年をかけた。総製作費8億円、エキストラのべ4,000人、馬500頭、鎧700着が用いられた。

### 脚本
かつて中村錦之助（のちの萬屋錦之介）が真田十勇士・はなれ猿の佐助に扮して主演した『真田風雲録』は、隕石の地球落下の場面から始まっており、それから16年後に製作される本作では、より奇抜な趣向を取り入ようとする機運があった。『キネマ旬報』1979年9月上旬号によれば、当初、脚本チームの中心となっていた松本功がアクション部分を、田中陽造が十勇士に関する設定やドラマ部分を引き受け、ストーリーは昌幸・信幸と幸村のいわゆる「犬伏の別れ」に焦点を当て、最終的には監督の中島貞夫に委ねる予定だったが、第1稿はまとまりに欠けるものになった。
代わって脚本チームのメインに座った笠原和夫には、「新・十勇士」を「『影』の民衆の代表」としたい構想があり、その案を実行したと劇場公開時のパンフレットで明かしている。すなわち、十勇士のうち、海野六郎、望月六郎、筧十蔵、由利鎌之助を関ヶ原の戦いで敗走した浪人とし、根津甚八を山窩、三好清海入道を朝鮮王族の姫・ジュリアおたあ（史実では清海入道とおたあは別人）、三好伊三入道をその従者・尹三英とした。これに真田家の家臣である霧隠才蔵、小者の息子である穴山小助と、正体不詳（実は宇宙人）の猿飛佐助を加えて「新・十勇士」とした。ただ、こうして話を作っていくと、真田幸村を「ある種高貴でおかしなやつ、いわゆる悪党」として描かざるを得ないが、その幸村が草の者から一番遠いという自己撞着が生じ、そのことが笠原自身を悩ませていたともいう。

### キャスティング
『赤穂城断絶』が『柳生一族の陰謀』の半分以下の興行成績に終わったことから、東映社長（当時）・岡田茂は大型時代劇の存亡を懸けた第3弾の主演に松方弘樹を起用した。前2作の主演だった萬屋錦之介はトメ名の悪役に回った。

### 撮影
パンフレット巻末の「製作規模」によれば、劇中に建てられた長さ70メートル、高さ8メートルの出城・真田丸のセットは、延べ200人のスタッフが9日がかりで設営したもので、3000万円を費やした。

## ストーリー
ある夜、日本各地で大きな隕石の飛行が目撃される。そんな中、関ヶ原の戦いで徳川家康に敗退した西軍の真田幸村は、家臣・霧隠才蔵を、家康によって造営されたばかりの名古屋城に潜入させ、寝所を急襲させるも、それは影武者であった。才蔵は次に駿府城に帰る家康の行列を襲おうとするが、徳川方の忍者・服部半蔵に反撃される。才蔵はそこに現れた不思議な忍術を使う男・猿飛佐助に助けられる。
一方幸村は、父・真田昌幸とともに紀州九度山にこもって西軍の反転策を練っていたが、昌幸は徳川方の忍者が放った猫の爪に仕込まれた毒で暗殺される。さらに家康は、豊臣秀頼の毒殺をはかるが、それに失敗すると、家康と対立して秀頼の後見となろうとした加藤清正を、彼が飼っている虎による事故死に見せかけて葬り去る。幸村は兄の真田信幸に清正死去の報を聞き、徳川方に加わるよう説得されるが、それをはねつける。
幸村は、佐助や望月千代女率いるくノ一軍団の助けを借り、家康に追われて諸国に散っている草の者・忍びの者や浪人などを集める（真田十勇士）。幸村と十勇士は、天下統一の野望を成就しようとする家康の首を狙って以下の謀略をめぐらせる。
- 駿府城に囚われたジュリアおたあの救出。
  - →助け出されたおたあは断髪し、三好清海入道を名乗って十勇士に加わる。
- フランキ砲の視察のために和歌山藩内試射場に来た家康を、油井を利用した爆破装置で狙う。
  - →この視察は幸村をおびき寄せる計略であり、家康側は寸前で試射場を離れて難を逃れ、逆襲する。幸村は片目を失う。
- 家康は上記の襲撃を豊臣方の犯行と決めつけ、大坂城へ出兵する（大坂冬の陣）。これを受けて幸村らは正式に豊臣方に召し抱えられ、大坂城に出城を作る（真田丸作戦）。
- 冬の陣の際、天竺原産の「まやかしの草」をいぶした煙を徳川方の陣地に流し込み、幻覚を見せて戦闘不能にする。
  - →豊臣方は幸村らの奮戦むなしく、和睦のために事実上敗退する。
- 駿府にこもったきりの家康の首をあきらめ切れない幸村らは、侍女に変装した清海入道を大坂城に潜入させ、大和国・法隆寺へ転封させられそうになっていた秀頼を煽り、再度、合戦を起こさせる（大坂夏の陣）。
- 夏の陣の際、ニセの幸村の首を家康の本営に持ち込んで、幸村が討死したと思い込ませる。
  - →もとより西軍には勝ち目のない戦いであり、大坂城は落城、秀頼も自害する。
- 家康の軍勢が駿府に帰る道中、十勇士のひとりひとりが、赤い甲冑をまとった幸村の影武者となって次々と家康を襲撃する。これは近づいてきた護衛の軍勢を捨て身の自爆攻撃によって少しずつ削っていく計略だった。

たったひとりで逃げ続ける家康の前に、本物の幸村が立ちはだかる。家康は首をはねられ、幸村は駆けつけた家臣たちに蜂の巣にされる（「家康の死は世の安定まで長く伏せられ、その死は病死とされた」という旨のナレーションが挿入される）。高みですべてを見届けた佐助は、「臨兵闘者皆陣列在前」の呪文を唱えると、その姿を巨大な隕石に変え、夜空の果てに消えていった。

## 登場人物
幸村と真田十勇士
- 真田幸村
- 猿飛佐助
- 筧十蔵
- 三好清海入道＝ジュリアおたあ
- 根津甚八
- 霧隠才蔵
- 穴山小助
- 海野六郎
- 三好伊三入道＝尹三英
- 望月六郎
- 由利鎌之助

真田家とその関連人物
- 真田昌幸
- 真田信幸
- 真田綾 - 幸村の妻
- 戸沢白雲斎
- 穴山小兵衛 - 穴山小助の父
- 望月千代女 - くノ一比丘尼軍団の長

豊臣家・西軍とその関連人物
- 豊臣秀頼
- 淀の方（淀君）
- 大蔵卿局
- 宮内卿局
- 大野治長
- 片桐且元
- 織田有楽斎
- 後藤又兵衛
- 塙団右衛門
- 長宗我部盛親
- 毛利勝永
- 明石全登
- 加藤清正
- 正栄尼

徳川家・東軍とその関連人物
- 徳川家康
- 徳川秀忠
- 徳川義直
- 林羅山
- 天海
- 金地院崇伝
- 本多正純
- 板倉勝重
- 阿茶局
- 常高院
- 服部半蔵

## 出演
クレジットの順や表記は作中のオープニングタイトルバックに、役名はキネマ旬報映画データベースに準じる。
- 真田幸村：松方弘樹
- 猿飛佐助（十勇士）：あおい輝彦
- 筧十蔵（十勇士）：森田健作
- 三好清海入道＝ジュリアおたあ（十勇士）：秋野暢子
- 根津甚八（十勇士）：岡本富士太
- 霧隠才蔵（十勇士）：寺田農
- 穴山小助（十勇士）：火野正平
- 豊臣秀頼：小倉一郎
- 真田綾（幸村の妻）：萩尾みどり
- 海野六郎（十勇士）：ガッツ石松
- 服部半蔵：曽根晴美
- 三好伊三入道＝尹三英（十勇士）：真田広之
- 由利鎌之助（十勇士）：岩尾正隆
- 望月六郎（十勇士）：野口貴史

- 牢人：志賀勝
- 板倉勝重：林彰太郎
- 重助（真田家の下忍）：市川好郎
- おふく（甚八の妻）：谷川みゆき
- さつき（十蔵の恋人）：橘麻紀
- 伊賀の玄鬼（半蔵の手下）：笹木俊志
- 井上外記：壬生新太郎
- 木村重成：白井滋郎
- 疾風（半蔵の手下）：福本清三
- 卯之助（真田家の下忍・徳川方のスパイ）：崎津均
- 霞（半蔵の手下）：大矢敬典
- 捕方：小峰隆司
- 市兵衛（昌幸の側近）：木谷邦臣
- 名古屋城城士：平河正雄、奔田陵、高谷舜二
- 名古屋城家士：大月正太郎
- 真野豊後守：土橋勇
- 東軍指揮の侍：池田謙治
- 役人：司裕介、畑中伶一
- 行列の侍：山田良樹、藤沢徹夫、峰蘭太郎、有島淳平
- 片桐家家士：藤長照夫
- 前田藩の武者：波多野博
- 牢人団の一員：宮城幸生、大城泰
- 和歌山藩兵：細川純一
- 耳助（真田家の下忍）：勝野賢三
- 五郎左（真田家の下忍）：小谷浩三
- 前田藩の軍兵：森源太郎
- 家康本営の将：泉好太郎
- 徳川秀忠：小坂和之
- かぶき者：タンクロー
- 徳川義直：進藤盛裕
- 田原千之右
- 速水甲斐守：疋田泰盛
- 池田長門：村居京之輔
- 戸田采女：和田昌也
- 太一（甚八の息子）：漁野篤史
- 吉岡靖彦
- 特技：JAC
  - 吉田昌雄
  - 岡本美登
  - 猿渡幸太郎
  - 酒井努
- 右京太夫局：富永佳代子
- 牢人の妻：丸平峯子
- 八つ手：小泉美由記
- つばき：岡麻美
- やなぎ：木村英
- こぶし：中井みどり
- 小つる：田中みき
- こでまり：広京子
- 常高院：森愛
- 正栄尼：星野美恵子
- 毛利勝永：丘路千
- 西脇民部（徳川家家臣）：川浪公次郎
- 前田藩の武将：平沢彰
- 長宗我部盛親：大木晤郎
- 西田良
- 前田藩の武者：唐沢民賢
- 牢人団の一員：阿波地大輔
- 家康本営の将：高並功
- 家康の使者：五十嵐義弘
- 牢人団の一員：秋山勝俊
- クレジットなし[5]
  - 赤蜘蛛（徳川方の忍者）：春田純一
  - 千足：志茂山高也

- 天海：香川良介
- 片桐且元：梅津栄
- 織田有楽斎：野口元夫
- 牢人団の一員：有川正治
- 塙団右衛門：遠藤征慈
- 明石全登：中村錦司
- 家康の側近：和崎俊哉
- 本多正純：小林昭二
- 大野治長：戸浦六宏
- 穴山小兵衛（小助の父）：北村英三
- 金地院崇伝：茂山千五郎
- 戸沢白雲斎：浜村純
- ナレーター：小松方正
- 望月千代女：丹阿弥谷津子
- 大蔵卿局：上月左知子
- 阿茶局：亀井光代
- 二位局：渡辺とく子
- 宮内卿局：桜町弘子

- 後藤又兵衛：成田三樹夫
- 林羅山：金子信雄
- 真田信幸：梅宮辰夫
- 淀の方（淀君）：高峰三枝子
- 加藤清正：丹波哲郎
- 真田昌幸：片岡千恵蔵
- 徳川家康：萬屋錦之介（特別出演）

## スタッフ
- 監督：中島貞夫
- 製作：東映株式会社、東映太秦映画村
- 企画：高岩淡、日下部五朗、松平乗道、三村敬三
- 脚本：笠原和夫、松本功、田中陽造、中島貞夫
- 撮影：赤塚滋
- イラストレーション：横尾忠則
- 音楽：佐藤勝（本作他で第3回日本アカデミー賞最優秀音楽賞受賞）

- 監督補：清水彰
- 照明：増田悦章
- 録音：荒川輝彦
- 編集：市田勇
- 美術：井川徳道
- 助監督：藤原敏之
- 記録：田中美佐江
- 装置：稲田源兵衛
- 装飾：山田久司
- 背景：平松敬一郎
- スチール：中山健司
- 宣伝担当：佐々木嗣郎、丸国艦
- 衣裳：豊中健
- 美粧・結髪：東和美粧
- 振付：藤間紋蔵
- 演技事務：藤原勝
- 擬斗：菅原俊夫
- 和楽：中本敏生
- 進行主任：野口忠志
- 協力：東映俳優センター

- 特殊撮影
  - 撮影：北坂清
  - 照明：金子凱美
  - 助監督：鈴木秀雄
  - （株）特撮研究所
    - 美術：大沢哲三
    - 操演：鈴木昶、小笠原亀
    - 進行主任：中村義幸

  - 視覚効果：デン・フィルムエフェクト
  - 特撮監督：矢島信男、佐川和夫

## テレビ放送
フジテレビ系列において、1982年4月29日の20時00分 - 21時48分に放送された。